# さくら (キンモクセイのアルバム)
『さくら』は、キンモクセイが2007年3月21日に発表した初のカバーアルバムである。

## 解説
いわゆる「桜ソング」を集めて製作された。
2007年4月3日に上野公園水上音楽堂で発売を記念したフリーライヴを行い、ゲストとしてタレントの前田健や歌手の河口恭吾が参加した。

## 収録曲
- （）内は原曲を歌唱したアーティスト。
- 全編曲：キンモクセイ（特記以外）

1. さくら(独唱)（森山直太朗）
  - 作詞：森山直太朗・御徒町凧／作曲：森山直太朗／Strings Arrange：後藤勇一郎
2. 桜坂（福山雅治）
  - 作詞・作曲：福山雅治
3. チェリーブラッサム（松田聖子）
  - 作詞：三浦徳子／作曲：財津和夫／Strings Arrange：後藤勇一郎
4. SAKURAドロップス（宇多田ヒカル）
  - 作詞・作曲：宇多田ヒカル／編曲：キンモクセイ&島健
5. 桜（河口恭吾）
  - 作詞・作曲：河口京吾
6. チェリー（スピッツ）
  - 作詞・作曲：草野正宗
7. CHOTTO MATTE KUDASAI（Sam Kapu）
  - 作詞・作曲：Jeanne Nakashima, Loyal E.Garner
8. 夜桜お七（坂本冬美）
  - 作詞：林あまり／作曲：三木たかし
9. 桜三月散歩道（井上陽水）
  - 作詞：長谷邦夫／作曲：井上陽水
10. さくら（新曲／キンモクセイ）
  - 作詞：伊藤俊吾／作曲：後藤秀人／Strings Arrange：後藤勇一郎

### BONUS TRACK
1. 木綿のハンカチーフ with 太田裕美（太田裕美）
  - 作詞：松本隆・作曲：筒美京平／Strings Arrange：後藤勇一郎
2. ノーサイド（麗美）
  - 作詞・作曲：松任谷由実／Strings Arrange：西川八重
  - TBS/MBS系「第86回全国高校ラグビー大会」公式テーマソング